# Avenida de Elche
La avenida de Elche es el nombre de una larga avenida de Alicante (España), considerada la entrada sur a la ciudad. Sigue el recorrido de dos carreteras nacionales, la N-332 y la N-340 (ambas solapadas durante un gran tramo), y permite el acceso al centro de Alicante desde el municipio vecino de Elche, de ahí su denominación.

## Descripción
Atendiendo a la numeración, la avenida de Elche tiene su origen en la plaza del arquitecto Miguel López, inaugurada en 2013 y situada en el barrio Ensanche-Diputación, donde confluyen la avenida de Óscar Esplá, al norte, y la avenida de Loring, al este. Desde esta plaza, la avenida inicia su recorrido en dirección oeste, dejando a mano izquierda el primer edificio de la calle: la Casa del Mediterráneo, con sede en la antigua estación de Benalúa. El recorrido sigue por el nuevo paseo de la avenida de Elche y va paralelo a las vías de tren en desuso que llegan a esta estación, y se prolonga durante unos 625 m hasta el cruce con la calle Federico Mayo. Este tramo separa el barrio de Benalúa, al norte, de los muelles del puerto, al sur.
A partir de este punto, la avenida cambia su dirección ligeramente hacia el suroeste y se prolonga medio kilómetro hasta el cruce con el extremo sur de la Gran Vía, siempre en paralelo con las antiguas vías del tren, que quedan a la izquierda. Este tramo sirve de límite entre el barrio de Polígono Babel, al noroeste, y el puerto, al sureste.
Justo en el cruce con la Gran Vía, la avenida pasa por debajo de un puente de la autovía de Alicante (la A-31). Este puente marca la entrada al barrio de Polígono Babel. En este nuevo tramo, la avenida está flanqueada a la derecha por el paseo de Joan Fuster, inaugurado en 2011, y a la izquierda por el denominado parque del Mar. Medio kilómetro más adelante, la avenida de Elche pasa por encima del barranco de las Ovejas y entra en el barrio de San Gabriel.
A unos 150 m del barranco, pegado a mano izquierda y enlazando con las vías de tren, se sitúa el apeadero ferroviario de San Gabriel, que pertenece a la línea del cercanías Murcia-Alicante. Casi enfrente del apeadero se encuentra la plaza del Fester Paco Botella, y unos cien metros más adelante, la avenida cruza de forma elevada las vías que conectan el apeadero con la estación de Alicante. Después de dejar las vías, la avenida sale de poblado y se adentra en el barrio de El Palmeral-Urbanova-Tabarca en dirección sur.
Desde su salida de poblado, la avenida circula paralela a la playa de Agua Amarga y a las vías del tren que unen la estación de San Gabriel con la de Torrellano. A lo largo de un kilómetro, a mano derecha, se sitúa el parque de El Palmeral y, a continuación, el complejo de la fábrica de Aluminio Ibérico.  Después, la avenida pasa por encima del barranco de Agua Amarga y se cruza con la primera vía (viniendo desde Alicante) que permite los accesos a la Oficina de Propiedad Intelectual de la Unión Europea (EUIPO, en inglés) y la Ciudad de la Luz. Casi un kilómetro después de este punto, a la altura de la cala de los Borrachos, la carretera se divide en dos ramales: la N-332, con dirección Santa Pola hacia el sur, y la N-340, con dirección Elche hacia el oeste. En esta bifurcación, la avenida de Elche sigue su camino por la N-340. La avenida entonces gira al oeste, se adentra en el Polígono Industrial de Agua Amarga, dejando a mano izquierda el matadero municipal, y termina en el límite con el término municipal de Elche.